# Публій Корнелій Лентул Спінтер (консул)
Пу́блій Корне́лій Ле́нтул Спі́нтер (лат. Publius Cornelius Lentulus Spinther; 104 до н. е. — 47 до н. е.) — політичний та військовий діяч Римської республіки, консул 57 року до н. е., визначний красномовець свого часу. Отримав агномен «Спінтер» за схожість з актором такого імені.

## Життєпис
Походив з патриціанського роду Корнеліїв Лентулів. Син Публія Корнелія Лентула, легата 90 року до н. е. У 74 році до н. е. був міським квестором, за розпорядженням сенату карбував монети. У 69 році до н. е. протидіяв сенату щодо облаштування Криту.
У 63 році до н. е. став курульним еділом, влаштувавши чудові ігри. На цій посаді надав підтримку Цицерону стосовно придушення змови Луція Сергія Катіліни. У 60 році до н. е. був міським претором, влаштував ігри на честь Аполлона. Цього ж року став членом колегії понтифіків. Як провінцію отримав Ближню Іспанію.
У 57 році до н. е. при підтримці Гая Цезаря Лентула обрано консулом разом з Квінтом Цецилієм Метеллом Непотом. Доклав зусиль для повернення до Риму Цицерона. У 56—54 роках Публій Лентул був проконсулом Кілікії. під час цього намагався допомогти Птолемею Авлету повернути собі трон у Єгипті, але Лентулу завадили Гней Помпей та Марк Красс. Після цього Публій Корнелій видав закон щодо впорядкування справ на Кіпрі, захищав провінціалів від відкупників. У 53 році до н. е. повернувся до Риму, але в очікуванні тріумфу стояв біля брам міста до 51 року до н. е. У 50 році до н. е. внаслідок величезних боргів розпродав значну частину майна.
З початком громадянської війни між Гаєм Цезарем та Гнеєм Помпеєм Публій Лентул підтримав останнього. З 10-ма когортами захищав Аускул, але при наближені Цезаря передав керування гарнізоном Вібулію Руфу, а сам перебрався до міста Корфіній. Зрештою вимушений був здатися Цезарю, але той згодом помилував Лентула. Після цього знаходився у Путеолах, де розмірковував про подальші дії, але все ж таки приєднався до Помпея в Епірі. Після поразки помпеянців при Фарсалі Публій Корнелій втік до Родоса, де й сконав.

## Родина
- Публій Корнелій Лентул Спінтер, квестор 44 року до н. е.